# Chaszbaataryn Cagaanbaatar
Chaszbaataryn Cagaanbaatar (mong. Хашбаатарын Цагаанбаатар; ur. 19 marca 1984) – mongolski judoka, brązowy medalista olimpijski, mistrz świata.
Największym sukcesem zawodnika jest brązowy medal olimpijski z Aten w kategorii do 60 kg oraz złoty mistrzostw świata z Rotterdamu w kategorii do 66 kg.